# Dysdera tapuria
Dysdera tapuria (лат.) — вид аранеоморфных пауков из семейства Dysderidae.
Обнаружен в Иране. Название таксона происходит имени к горного района, расположенного на Каспийском побережье северного Ирана, где найдена типовая серия.

## Описание
Мелкого и среднего размера паук. Общая длина голотипа самца 9,55 мм. Карапакс 3,76 мм в длину и 2,86 в ширину (у самки — 18,1 мм, 7,77 мм и 6,01 мм, соответственно). Диаметры глаз: передние AME 0,14 мм, заднесрединные PME 0,13 мм, заднебоковые PLE 0,13 мм (у самки — 0,30; 0,30; 0,34). Карапакс, стернум, хелицеры, лабиум и максиллы красновато-коричневые. Ноги оранжевые. Брюшко кремового цвета, без рисунка. Паутинные железы равномерно тёмно-желтоватые. Самец нового вида наиболее похож на самца D. concinna, но отличается более длинным бульбусом (длина бульбуса/ширина тегумента = 3,1, против 2,7), срединным гребнем шире своей высоты (против выше, чем ширина), и более коротким стилусом. Самец D. tapuria также похож на самца D. damavandica, но отличается от него срединным гребнем шире своей высоты (против выше, чем шиина) и относительно более коротким стилусом. Самка этого вида отличается от сородичей, встречающихся в этом регионе, очень широкими боковыми краями рецептакла (примерно половина ширины рецептакла, против менее половины). Включён в состав видовой группы Dysdera longirostris, для которой характерны: хелицеральный клык длиной до базального сегмента, карапакс широкий, плоский и сходящийся кпереди, бульбус с боковым выступом меньше вершины. Расстояние между задними боковыми и срединными глазами (PLE и PME) менее половины их диаметра.

## Распространение
Северный Иран, провинция Мазандаран.